# Liste des compagnies aériennes du Soudan
 (novembre 2022).
Cet article présente les compagnies aériennes opérantes au Soudan.

## Liste
| Compagnie aérienne         | Compagnie aérienne (en arabe) | Image | IATA | OACI | Indicatif d'appel | Depuis |
| -------------------------- | ----------------------------- | ----- | ---- | ---- | ----------------- | ------ |
| Ababeel Aviation           |                               |       | -    | BBE  |                   | 2002   |
| Air Taxi Sudan             |                               |       | -    | WAM  |                   | 2005   |
| Air West                   |                               |       | -    | AWZ  |                   | 1992   |
| Alfa Airlines SD           |                               |       | -    |      |                   | 2002   |
| Alok Air                   |                               |       | -    | LOK  |                   | 2006   |
| Badr Airlines              |                               |       | J4   | BDR  | BADR AIR          | 2004   |
| Bentiu Air Transport       |                               |       | -    | BNT  |                   | 1996   |
| Blue Bird Aviation         |                               |       | -    | BLB  | BLUEBIRD SUDAN    | 1989   |
| Dove Air Services          |                               |       | -    | DOV  | DOVAIR            | 2007   |
| El Magal Aviation Services |                               |       | -    |      |                   | 1996   |
| Eldinder Aviation          |                               |       | -    | DND  |                   | 2006   |
| Green Flag Airlines        |                               |       | -    | GRF  | GREEN FLAG AIR    | 1992   |
| Kata Air                   |                               |       |      | KTV  |                   | 2003   |
| Mid Airlines               |                               |       | 7Y   | NYL  | NILE              | 2002   |
| Nova Airline               |                               |       | O9   | NOV  | NOVANILE          | 2000   |
| SASCO Air Lines            |                               |       |      | SAC  |                   | 1987   |
| Sudan Airways              | الخطوط الجوية السودانية       |       | SD   | SUD  | SUDANAIR          | 1946   |
| Sun Air                    |                               |       | ZU   | SNR  | SUN GROUP         | 2008   |
| Tarco Airlines             |                               |       | 3T   | CT   | TARCO AIR         | 2010   |